# Manga Up!
Manga Up! (яп. マンガUP! Манга аппу!) — японский сервис цифровой дистрибуции манги, запущенный издательством Square Enix в январе 2017 года. В каталоге сервиса содержатся серии манги из журналов Square Enix и публикуется оригинальная манга. В июле 2022 года была запущена глобальная версия сервиса на английском языке, которая стала доступна по всему миру. После запуска глобальной версии сервис подвёргся критике за цензурные ограничения и модель монетизации.

## История
Сервис был запущен в Японии 7 января 2017 года в виде веб-сайта и приложения для мобильных устройств под управлением iOS и Android.
Глобальная версия сервиса на английском языке была запущена 25 июля 2022 года. Данная версия содержит серии манги, выпускавшиеся подразделением издания манги Square Enix, серии других издательств, издававшихся Square Enix в Японии, а также серии, ранее не публиковавшиеся на английском языке.

## Каталог
В сервисе размещаются серии манги из журналов, издаваемых Square Enix, а также публикуется оригинальная для сервиса манга. Многие новые работы, впервые публикуемые в сервисе, являются адаптациями других произведений, таких как компьютерные игры, аниме и ранобэ.

## Приём
Редакция японского веб-сайта AppMedia похвалила производительность и бесплатный контент приложения. В декабре 2017 года приложение было номинировано в Японии на премию Google Play Awards. По данным на ноябрь 2022 года приложение было загружено 20 миллионов раз.

### Глобальная версия
После запуска глобальной версии сервиса многие пользователи раскритиковали его за цензуру. Некоторые критики отмечали, что цензуре подверглись колени и локти персонажей. Джейсон Фолкнер с сайта GameRevolution отметил, что в таких сериях с откровенным контентом, как My Dress-Up Darling, цензура часто применялась к кливиджу персонажей. Фолкнер также предположил, что данные меры цензурирования были осуществлены искусственным интеллектом.
Критике подверглась и модель монетизации сервиса. Исайя Колберт из Kotaku сравнил монетизацию с микротранзакциями, применявшимся в компьютерных играх. Фолкнер назвал монетизацию «бессмысленной» и раскритиковал цены сервиса как чрезмерно высокие.
27 июля 2022 года команда глобальной версии Manga Up! опубликовала ответ по поводу жалоб на цензуру. В качестве обоснования цензуры команда привела пример политики цензурирования в неанглоязычных странах, таких как Индонезия. 4 сентября 2022 года было объявлено об удалении всей цензуры в виде чёрных прямоугольников; в качестве замены будут применяться менее навязчивые методы цензурирования.